# Stillingia salpingadenia
Stillingia salpingadenia är en törelväxtart som först beskrevs av Johannes Müller Argoviensis, och fick sitt nu gällande namn av Huber. Stillingia salpingadenia ingår i släktet Stillingia och familjen törelväxter. Inga underarter finns listade i Catalogue of Life.